# Worried Life Blues
Der Worried Life Blues ist ein sehr häufig gecoverter und von verschiedenen Bluesmusikern veröffentlichter Blues. Die erste Veröffentlichung durch Big Maceo Merriweather im Jahr 1941 machte den ursprünglichen Blues-Traditional und auch Merriweather bekannt. Das Stück wurde einer der ersten Blues-Hits. Es folgten weitere Versionen, etwa durch Muddy Waters (1955), Chuck Berry (1960), Eric Clapton (1980, 1987, 1991, 1992, 1996, 1999 und 2000), B.B. King (1970 und 2000) und Bob Dylan (2006). Weitere Künstler nach Merriweather hatten mit dem Worried Life Blues Charterfolge.
Der Worried Life Blues erzählt von dem Leiden an einer vergangenen Liebe, den fortbestehenden Gedanken an die Geliebte und der Sehnsucht nach ihr sowie davon, dass dieses Leiden eines Tages vorbei sein wird („But someday, baby, I ain't gonna worry my life anymore“). Einige der Veröffentlichungen betitelten das Stück mit Someday Baby oder Trouble No More.

## DerSomeday Baby Bluesvon Sleepy John Estes
Der Worried Life Blues durch Merriweather geht zurück auf den Someday Baby Blues von Sleepy John Estes, den dieser 1935 bei Decca Records aufgenommen hatte. Estes spielte das Stück mit Gesang und Gitarre als traditionellen Country Blues; entsprechend war der Text noch anders aufgebaut als in der späteren Version von Merryweather.
Someday Baby Blues (Sleepy John Estes, 1935):
I don't care how long you go, I don't care how long you stay
But that good kind treatment, bring you back home someday
Someday baby, you ain't gonna worry my mind anymore

## Erstveröffentlichung durch Merriweather
Merriweather arbeitete den ehemaligen Traditional in einen typischen Chicago Blues um und veränderte dabei auch den Text. Die charakteristische Schlusszeile blieb erhalten.
Worried Life Blues (Big Maceo Merriweather, 1941):
Oh lordy lord, oh lordy lord
It hurts me so bad, for us to part
But someday baby, I ain't gonna worry my life anymore
Big Maceo Merriweather war 1941 nach Chicago gekommen und hatte bei Bluebird Records seinen ersten Plattenvertrag unterzeichnet. Am 24. Juni 1941 nahm er als erste Single den Worried Life Blues auf. Merriweather spielte das Stück in mittlerem Tempo und mit einem 8-Takt-Blues-Schema und übernahm Gesang und Piano. Er wurde begleitet von dem mit ihm befreundeten Tampa Red (Gitarre), sowie Ransom Knowling (Bass). Das Stück wurde ein Hit – eine Chartplatzierung wurde allerdings zu dieser Zeit noch nicht notiert.
Es folgten unmittelbar weitere Versionen, etwa durch Bill Gaither (1941), Sonny Boy Williams (1942) und Honeyboy Edwards (1942). Merriweather selbst nahm 1945 eine zweite Version auf, die zusätzlichen Text enthielt, wiederum begleitet von Tampa Red. Unter dem Titel Things Have Changed erreichte diese Version Platz 4 der inzwischen eingerichteten Billboard-R&B-Charts.

## Versionen anderer Interpreten
Der Worried Life Blues wurde in unzähligen Versionen gespielt. Die folgende Liste gibt eine Auswahl von Versionen wieder, die eine Chartplatzierung erreichten bzw. auf einem Album veröffentlicht wurden.
- 1949 – Charles Brown (bei Aladdin Records; 15 Wochen Platz 1 der US-amerikanischen Billboard-R&B-Charts; unter dem Titel Trouble Blues)
- 1955 – Muddy Waters (bei Chess Records; Platz 7 der US-amerikanischen R&B-Charts; unter dem Titel Trouble No More)
- 1958 – Ray Charles (als Someday Baby auf The Genius Sings the Blues)
- 1960 – Chuck Berry auf Rockin' at the Hops
- 1965 – The Animals auf Animal Tracks und auf The Animals On Tour
- 1966 – Blues Magoos auf Psychedelic Lollipop
- 1969 – Junior Parker (bei Minit Records; Platz 34 der US-amerikanischen R&B-Charts)
- 1970 – B.B. King (Platz 48 der US-amerikanischen R&B-Charts[Anm 2]; außerdem im gleichen Jahr eine Version unter dem Titel Ain't Gonna Worry My Life Anymore auf Indianola Mississippi Seeds
- 1971 – Mississippi Fred McDowell (als Someday Baby auf Live in New York, und als Fred's Worried Life Blues auf Fred McDowell: Mississippi Delta Blues[3])
- 1979 – Keith Richards und The New Barbarians auf Buried Alive: Live in Maryland
- 1980 – Eric Clapton auf Just One Night
- 1987 – Eric Clapton auf The Cream of Eric Clapton
- 1991 – Eric Clapton auf 24 Nights
- 1992 – Eric Clapton auf Unplugged
- 1993 – Robben Ford auf Mystic Mile
- 1996 – Eric Clapton auf Crossroads 2: Live in the Seventies
- 1999 – Eric Clapton auf Blues
- 2000 – Eric Clapton und B.B. King auf Riding with the King
- 2006 – Bob Dylan (als Someday Baby auf Modern Times)
- 2007 – Clutch (als Electric Worry auf From Beale Street to Oblivion[Anm 3][4])
- 2007 – Procol Harum auf One Eye to the Future – Live in Italy 2007
- 2009 –  North Mississippi Allstars  auf Do It Like We Used to Do Live 96-08
- 2010 – Night Horse auf The Dark Won't Hide You

## Auszeichnungen
Der Worried Life Blues gehörte zu den ersten Titeln, die – zusammen mit Sweet Home Chicago und Dust My Broom – 1983 in die neu geschaffene Blues Hall of Fame aufgenommen wurden (Kategorie: Classics of Blues Recordings). 2006 erhielt der Blues den Grammy Hall of Fame Award.